# مورسنگ‌چشم ببری
مورسنگ‌چشم ببری، مورسنگ‌چشم نواری یا مورچه‌مرغ راه‌راه (نام علمی: Cymbilaimus lineatus) نام یک گونه از تیره مورچه‌مرغ است. این پرنده در مرکز و جنوب قاره آمریکا حضور دارد. مورچه‌مرغ راه‌راه دارای بدنی است نسبتاً بزرگ به طول، ۱۷ تا ۱۸ سانتی‌متر با وزنی در حدود ۳۵ تا ۴۰ گرم. دودیسی جنسی در این گونه زیاد واضح نیست.